# 索雅克
索雅克（法語：Saujac，法語發音：[soʒak]）是法国阿韦龙省的一个市镇，属于鲁埃格自由城区。

## 地理
索雅克（44°29'48"N, 1°53'31"E）面积12.23 平方千米，位于法国奧克西塔尼大區阿韦龙省，该省份为法国南部内陆省份，位于法國中央高原南部，北起顺时针与康塔爾省、洛泽尔省、加尔省、埃罗省、塔恩省、塔恩-加龙省和洛特省接壤。
与索雅克接壤的市镇（或旧市镇、城区）包括：昂贝拉克、拉卡佩勒巴拉吉耶、奥尔和里诺代、萨尔瓦尼亚克-卡雅尔、卡德里约、蒙布兰。

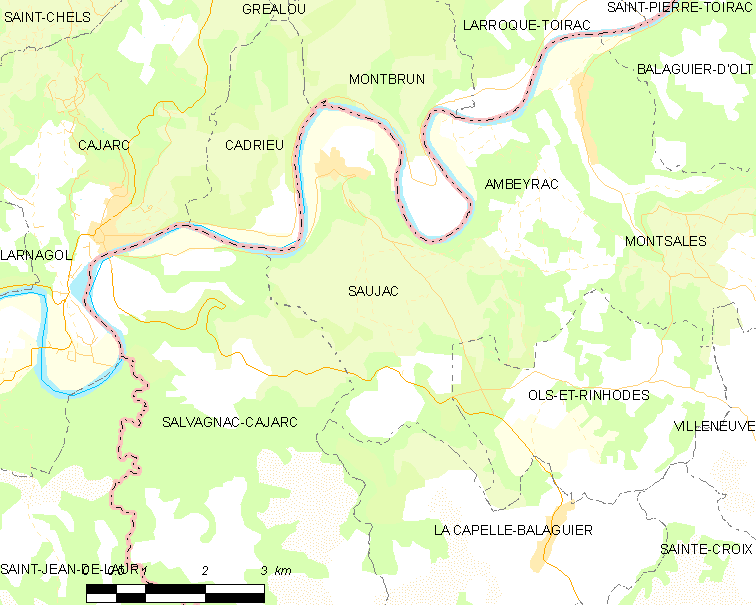
索雅克的OSM定位图

索雅克的时区为UTC+01:00、UTC+02:00（夏令时）。

## 行政
索雅克的邮政编码为12260，INSEE市镇编码为12261。

## 政治
索雅克所属的省级选区为维勒讷瓦-维勒弗朗舒瓦县。

## 人口

1962-2008年间索雅克人口变化图示

索雅克于2022年1月1日时的人口数量为125人。